# Command & Conquer
Command & Conquer (skraćeno C&C ili CnC) je serijal računalnih igara u kojoj dominiraju strategije u stvarnom vremenu, a neki od naslova su i pucačine u prvom licu i igre u internetskom pregledniku. Na serijalu je od 1994. do 2003. radio Westwood Studios, od 2003. do 2010. EA Los Angeles, a od 2011. BioWare Victory i EA Phenomic.

## Popis igara

### Westwood Studios (1994. – 2003.)
- Command & Conquer (1995)
- Command & Conquer: Covert Operations (1996.)
- Command & Conquer: Sole Survivor (1996.)
- Command & Conquer: Red Alert (1996.)
- Command & Conquer: Red Alert - Counterstrike (1997.)
- Command & Conquer: Red Alert - The Aftermath (1997.)
- Command & Conquer: Tiberian Sun (1999.)
- Command & Conquer: Tiberian Sun - Firestorm (2000.)
- Command & Conquer: Red Alert 2 (2000.)
- Command & Conquer: Red Alert 2 - Yuri's Revenge (2001.)
- Command & Conquer: Renegade (2002.)

### EA Los Angeles (2003. – 2010.)
- Command & Conquer: Generals (2003.)
- Command & Conquer: Generals - Zero Hour (2003.)
- Command & Conquer 3: Tiberium Wars (2007.)
- Command & Conquer 3: Kane's Wrath (2008.)
- Command & Conquer: Red Alert 3 (2008.)
- Command & Conquer: Red Alert 3 - Uprising (2009.)
- Command & Conquer 4: Tiberian Twilight (2010.)

### BioWare Victory (2011.-)
- Command & Conquer: Generals 2 (2013.)

### EA Phenomic (2011.-)
- Command & Conquer: Tiberium Alliances (2012.)

## Vanjske poveznice
- Službena web-stranica
- EVA Database - Command & Conquer Wiki